# Vils (dopływ Lecha)
Vils – rzeka w Austrii i Niemczech, której długość wynosi 36,1 km, a powierzchnia zlewni 199,4 km²; tuż przed ujściem do Lecha jej średni przepływ wynosi 7,68 m³/s.. Rzeka Vils na całym swoim biegu posiada wody I–II klasy jakości czystości.

## Przebieg
Rzeka wypływa ze stoków Alp Algawskich, na wysokości 1658 m n.p.m. Najpierw płynie na wschód przez jezioro Vilsalpsee, później płynie w kierunku północnym i północno-zachodnim w okręgu Reutte przez doliny Vils i Tannheim. Następnie skręca nieco na północny wschód od przełęczy Oberjoch i zaledwie kilkaset metrów na wschód od granicy z Niemcami, w kierunku północnym, nad Vilsfall. Następnie rzeka przekracza granicę z południową Bawarią, skręca na północny wschód i dociera do gminy Pfronten w dystrykcie Ostallgäu. Dalej płynie u podnóża zamku Falkenstein przez Pfronten w kierunku południowo-wschodnim, przekracza granicę z powrotem do Tyrolu, płynie poniżej gór Tannheimer nieco na południe i równolegle do granicy niemieckiej po czym wpływa do gminy Vils w Austrii, gdzie na wysokości 803 m n.p.m. uchodzi do rzeki Lech.

## Nazwa
W Europie Środkowej jest kilka rzek o nazwie Vils. Może to być oparte na indoeuropejskim słowie źródłowym Pelisa, czyli „płynąca woda” (fließendes Gewässer), albo od Filusa, czyli „bogata masa” (die Massereiche).